# Харитоново (Рыбинский район)
В Ярославской области есть ещё две деревни с таким названием: Харитоново (Угличский район) и Харитоново (Ярославский район).
Харитоново — деревня в Макаровском сельском округе Судоверфского сельского поселения Рыбинского района Ярославской области .
Деревня расположена с южной стороны станции Просвет, железной дороги Рыбинск-Сонково. С востока к деревне вплотную примыкает деревня Архарово. Деревня имеют одну основную улицу, идущую параллельно железной дороге.  с юга от деревни, в направлении на восток протекает река Коровка. С противоположной стороны железной дороги расположены деревни Банино, западнее, и Юрино, восточнее станции. 
Автомобильная связь с Харитоново осуществляется по дороге, следующей в северном направлении через Гришкино, Андроново и Глушицы до автомобильной дороги Рыбинск-Глебово, по которой курсируют регулярные автобусные маршруты из Рыбинска на Глебово и на Легково . 
Село Харитоново указано на плане Генерального межевания Рыбинского уезда 1792 года. 
На 1 января 2007 года в деревне числилось 22 постоянных жителя . Почтовое отделение Харитоново обслуживает в деревне 42 дома. Улицы не именуются .